# 7252 Какеґава
7252 Какеґава (7252 Kakegawa) — астероїд головного поясу, відкритий 21 жовтня 1992 року.
Тіссеранів параметр щодо Юпітера — 3,320.